# Iidesjärvi
Iidesjärvi är en sjö i Finland. Den ligger i Tammerfors stad i landskapet Birkaland, i den södra delen av landet, 160 km norr om huvudstaden Helsingfors. Iidesjärvi ligger 77,3 meter över havet. Arean är 64,2 hektar och strandlinjen är 6,14 kilometer lång. Sjön  ingår i Kumo älvs huvudavrinningsområde.   Runt Iidesjärvi är det i huvudsak tätbebyggt.